# Said Siyam
Said Siyam (em árabe: سعيد صيام, também conhecido como Saeed ou Sayed) (Al Shati, Gaza, 22 de julho de 1959 – Jabaliyah, 15 de janeiro de 2009) foi Ministro do Interior do Hamas, no governo de Ismail Haniya, e deputado eleito pela circunscrição de Gaza. Foi morto durante a  Operação Chumbo Fundido, em atentado aéreo israelense, enquanto estava na casa de seu irmão, perto da cidade de Gaza.

## Biografia
Nascido no campo de refugiados de Al-Shati, situado no norte da cidade de Gaza, era um dos cinco mais importantes líderes do Hamas. Foi preso quatro vezes à época da Primeira Intifada.
Em 1992, foi expulso por Israel para o sul do Líbano. No seu retorno, foi interpelado pelos serviços secretos israelenses.
Era membro da ala radical do Hamas. Próximo de Ahmed Yassin, trabalhou em estreita colaboração com o chefe do escritório político do Hamas, Khaled Meshaal, com quem foi a Moscou, por ocasião da primeira visita de militantes do movimento a uma grande capital. Tornou-se líder coletivo em 2004, depois da morte de xeque Ahmed Yassin e de Ábdel Aziz ar-Rantisi, também assassinados por Israel. Em março de 2006, ganhou cargo de Ministro do Interior.
Siyan foi responsável por dar fôlego ao movimento que expulsou os partidários do Fatah, do presidente Mahmud Abbas, em 2007, e assumir o controle de Gaza. Naquela ocasião, foi acusado pelo Fatah de ter reprimido ferozmente os seus adeptos.